# La Morphine
La Morphine est un tableau peint par Santiago Rusiñol en 1894. Il mesure 115 cm de haut sur 87,36 cm de large. Il est conservé au musée Cau Ferrat à Sitges en Catalogne.